# Flux (psicologia)
El flux és l'estat mental operatiu en el qual una persona està completament immersa en l'activitat que executa. Es caracteritza per enfocar tota l'energia en la tasca, per assolir l'èxit en la realització de l'activitat. Aquesta sensació s'experimenta mentre l'activitat està curs. El concepte de flux va ser proposat pel psicòleg Mihály Csíkszentmihályi el 1975 i a partir de llavors s'ha difós extensament en diferents camps.
En aquest estat mental quan la persona està immersa en una activitat o una tasca té la sensació que el temps passa més de pressa, ja que es deixa portar pel que fa. Normalment en aquest període tant els nostres pensaments, accions, com els nostres moviments van fluint sense necessitar una pausa. Aquest estat s'aconsegueix amb un equilibri entre les habilitats que tenim i el desafiament que representa l'activitat. A més se sol caracteritzar perquè la persona enfoca tota la seva energia i implicació per fer l'activitat i que a més tingui èxit.

## Components del flux
Segons Csikszentmihalyi, els components d'una experiència de flux són els següents:
1. Objectius clars (les expectatives i normes es poden percebre i els objectius són assolibles apropiadament amb el conjunt d'habilitats i destreses).
2. Concentració i enfocament, un alt grau de concentració en un camp limitat d'atenció (una persona relacionada amb una única activitat tindrà l'oportunitat per enfocar i aprofundir en l'assumpte).
3. Retroalimentació directa i immediata (èxits i fallades en el curs de l'activitat són obvis, així el comportament pot ser ajustat com es necessiti).
4. Equilibri entre el nivell d'habilitat i el desafiament (l'activitat no és ni massa fàcil ni massa complicat).
5. L'activitat és intrínsecament gratificant, així no es nota l'esforç quan s'executa.

Aquests aspectes tenen els següents resultats:
1. Una pèrdua del sentiment d'autoconeixement, la fusió entre acció i consciència.
2. Distorsió del sentit del temps, s'altera la percepció subjectiva de l'experiència temporal.
3. Un sentiment de control personal sobre la situació o activitat.
4. Quan s'està en l'estat de flux, les persones arriben a estar absorbides en les seves activitats, i el focus de consciència es redueix a l'activitat mateixa, acció i consciència es fusionen.[2]

No tots els components són necessaris per aconseguir una experiència de flux.

## Origen del terme
L'estat de flux s'anomena així perquè durant les entrevistes de Csikszentmihalyi durant 1975 les persones descrivien les seves experiències usant la metàfora d'un corrent que els portava cap endavant. El concepte psicològic flux com arribar a estar absorbit per una activitat, no té relació d'aquesta manera amb l'expressió anglosaxona "go with the flow", que significaria conformisme.

## Flux en grup
Csikszentmihalyi suggereix diverses formes en què un grup pot treballar de manera que cada membre pugui aconseguir l'estat de flux. Les característiques que aquests grups han d'incloure són:
- Espais de planificació creativa: cadires, parets decorades, gràfics –taules no–, primordialment el treball ha de realitzar-se en moviment.
- Disseny de recreació: gràfics per a entrades d'informació, gràfics de flux, resum de projecte, bogeria, llocs segurs, paret de resultats, temes oberts.
- Treball organitzat, paral·lel.
- Grups concentrats en objectius.
- Avanç d'objectius existents (prototip).
- Increment de l'eficiència a través de la visualització.
- Existència de diferències entre els participants com una oportunitat, en comptes d'un obstacle.

## Aplicacions

### Aplicacions suggerides per Csikszentmihalyi enfront d'altres practiques
Aparentment només Csikszentmihalyi ha publicat suggeriments d'aplicacions extrínseques del concepte de flux, tals com a mètodes de disseny d'espais de jocs que facilitin l'obtenció de l'experiència de flux. Altres practicants del concepte es concentren en les aplicacions intrínseques, tals com a espiritualitat, millora del rendiment o autoajuda. Existeixen reinterpretacions del procés de flux per augmentar el rendiment en àrees tan diverses com el món dels negocis, la improvisació musical, la psicologia esportiva, o la comèdia en viu.

### Religió i espiritualitat
Csikszentmihalyi potser va ser el primer a descriure aquest concepte en la psicologia occidental, però com el mateix reconeix no ha estat el primer a quantificar el concepte de flux o desenvolupar aplicacions basades en aquest concepte.
Des de fa mil·lennis, practicants de religions orientals tals com a budisme i taoisme han perfeccionat la disciplina de superar la dualitat entre ment i cos com a característica central del desenvolupament espiritual. Els practicants espirituals d'Orient han desenvolupat un molt integral i minuciós conjunt de teories al voltant de la superació de la dualitat ment i cos, provada i refinada a través de pràctica espirituals en comptes del rigor sistemàtic i control de les ciències modernes.
La frase "fes-te u amb el que t'envolta" és una metàfora del concepte de flux de Csikszentmihalyi. Practicants de variades escoles de budisme zen apliquen conceptes similars al flux per aconseguir mestratge en les seves formes artístiques, incloent, en el cas del budisme zen japonès, el aikidō, kendō i ikebana.
La idea de superar la dualitat entre ment i cos és un tema principal del llibre "Zen i l'art de la motocicleta" de Robert M. Pirsig (1974).

### Educació
En educació, existeix el concepte de sobreaprenentatge que sembla un important factor en aquesta tècnica, que Csikszentmihalyi estableix en el seu llibre Experiència Òptima; el sobreaprenentatge permet una concentració mental, visualitzant el rendiment desitjat com alguna cosa singular, una acció integrada en comptes d'un conjunt d'accions.
L'any 2000, Csíkszentmihályi va notar els principis i pràctiques del Mètode Montessori d'educació. Aquest mètode planteja de forma intencionada oportunitats i experiències de flux per als estudiants. Csíkszentmihályi i el psicòleg Kevin Rathunde es van embarcar en un estudi d'estudiants de diverses edats sota els paràmetres de Montessori i l'educació tradicional. Aquesta recerca va aportar evidències de que els estudiants aconseguien experiències de flux més freqüentment dins dels paràmetres disposats pel mètode italià.

### Esports
El concepte de "estar a la zona" durant una prova atlètica s'ajusta perfectament amb la descripció que fa Csikszentmihalyi de l'experiència de Flux, així com les teories i aplicacions d'aquest estat i la seva relació amb els avantatges generats en la competència atlètica són tòpics estudiats en els camps de la psicologia esportiva.
Roy Palmer suggereix que "estar a la zona" pot a més d'influir en els patrons de moviment com una millor integració de les funcions reflexes conscients i subconscients millorant la coordinació. Molts atletes descriuen l'absència d'esforç en el seu rendiment mentre estan aconseguit les seves millors marques.

### Jocs

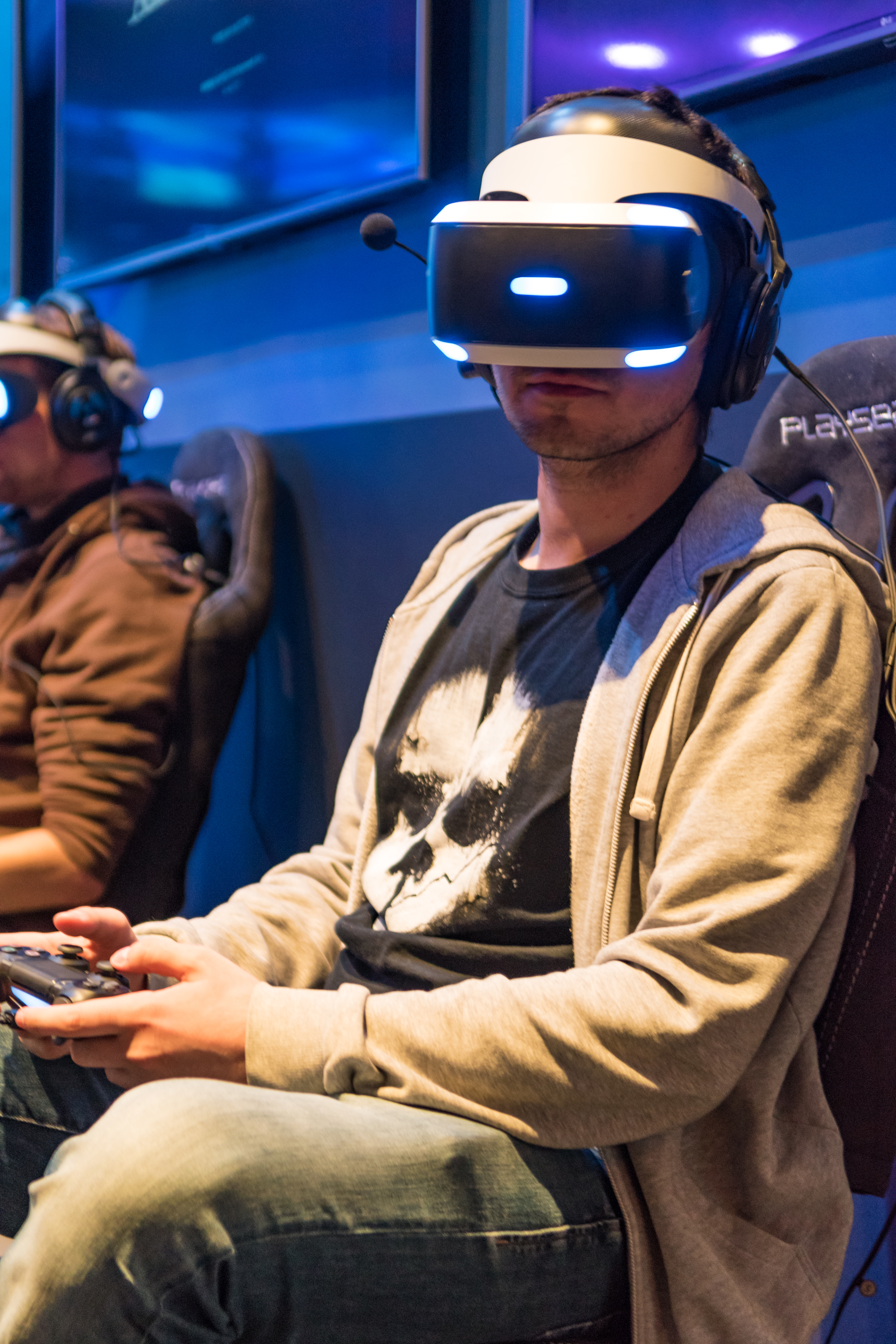
Jugador immers en la realitat virtual

El flux és un dels principals motius pels quals la gent juga als videojocs. Millora el rendiment; en un fenomen anomenat "Trance TV", on un article de BYTE de 1981 va debatre com "els millors jugadors semblen entrar en trànsit quan juguen i deixen de prestar atenció als detalls del joc". L'objectiu principal és crear entreteniment a través de la motivació intrínseca, que està relacionada amb el flux; és a dir, sense motivació intrínseca, és pràcticament impossible establir flux. A través de l'equilibri entre l'habilitat del jugador i el desafiament del joc, el cervell del jugador s'activa, amb molta atenció i motivació. D'aquesta manera, l'ús del flux en els jocs contribueix a fomentar una experiència agradable que, a la seva manera, augmenta la motivació i fa que els jugadors continuïn jugant. Com a tal, els dissenyadors de jocs s'esforcen per integrar la teoria del flux en els seus projectes. En general, si l'experiència del joc és fluida, és intrínsecament gratificant psicològicament independentment de les puntuacions o els èxits aconseguits en el joc.
En els jocs sovint hi ha un desequilibri entre nivell de desafiament i nivell d'habilitat. Els jocs de terror sovint mantenen reptes significativament per sobre del nivell del jugador per fomentar una sensació d'ansietat. A la inversa, els anomenats "jocs de relaxats" mantenen un desafiament significativament per sota del nivell del jugador, per aconseguir un efecte similar però contrari. El flux en els videojocs va ser dissenyat per Jenova Chen per explorar com el disseny permet als jugadors assolir l'estat de flux, segons la dificultat del joc.
Quines característiques tenen les experiències de flow?
- Alts nivells de concentració
- Immersió o pèrdua de consciència prèvia
- Atenció focalitzada
- Realimentació positiva
- Motivació intrínseca
- Idees clares sobre l'objectiu de l'activitat

El flux dels jocs s'ha relacionat amb les lleis de l'aprenentatge com podrien ser (l'ús de jocs per introduir material, millorar la comprensió o augmentar la retenció) útils per millorar el potencial. En particular, el flux és intrínsecament motivador, que forma part de la Llei de la preparació. O la retroalimentació o "feedback", també necessària per al flux, s'associa amb els aspectes de la Llei de l'exercici. Els jocs ben dissenyats, en particular són quan els jugadors actuen al límit del seu nivell, però tenen els objectius clars i concrets. Les emocions positives estan associades a la Llei d'efecte. Les experiències intenses estan associades amb la Llei d'intensitat. Per tant, l'experiència del joc pot ser tant atractiva com motivadora, ja que compleix moltes de les lleis de l'aprenentatge, que estan relacionades amb la creació de flux.